# Adolphe Bellevoye
«  Adolphe Nicolas Bellevoye » redirige ici. Ne pas confondre avec Adolphe Nicolas.
 (mars 2024).
Si vous disposez d'ouvrages ou d'articles de référence ou si vous connaissez des sites web de qualité traitant du thème abordé ici, merci de compléter l'article en donnant les références utiles à sa vérifiabilité et en les liant à la section « Notes et références ».
Nicolas Adolphe Bellevoye est un dessinateur et graveur français né le 9 avril 1830 à Metz et décédé le 29 novembre 1908 à Reims. Illustrateur de livres d'entomologie, de numismatique et d'héraldique, il fut officier d'Académie et membre de plusieurs sociétés savantes.

## Biographie
Adolphe Bellevoye naît à Metz, en Moselle, le 9 avril 1830. Il fait ses études à l’école industrielle de Metz, avant de recevoir une formation de graveur chez Louis Michaud, un artiste messin. Il suit aussi les leçons d’Émile Faivre, qui l’encourage à réaliser des travaux artistiques. Adolphe Bellevoye tient une bijouterie, avec son atelier, où il exerce en même temps la gravure.
Adolphe Bellevoye est aussi membre de sociétés savantes, où il publie des articles et des planches. En 1857, il est admis à l’Académie nationale de Metz et dès l'année suivante, il devient membre de la Société d'archéologie et d'histoire de la Moselle. En 1863, Bellevoye devient également membre de la société d’Histoire naturelle de Metz. Il appartient aussi à la Société entomologique de France. Très tôt, il a en effet commencé une collection d’insectes de toutes les parties du monde ; dès 1857 sa collection de coléoptères est importante ; cette passion le suit toute sa vie.

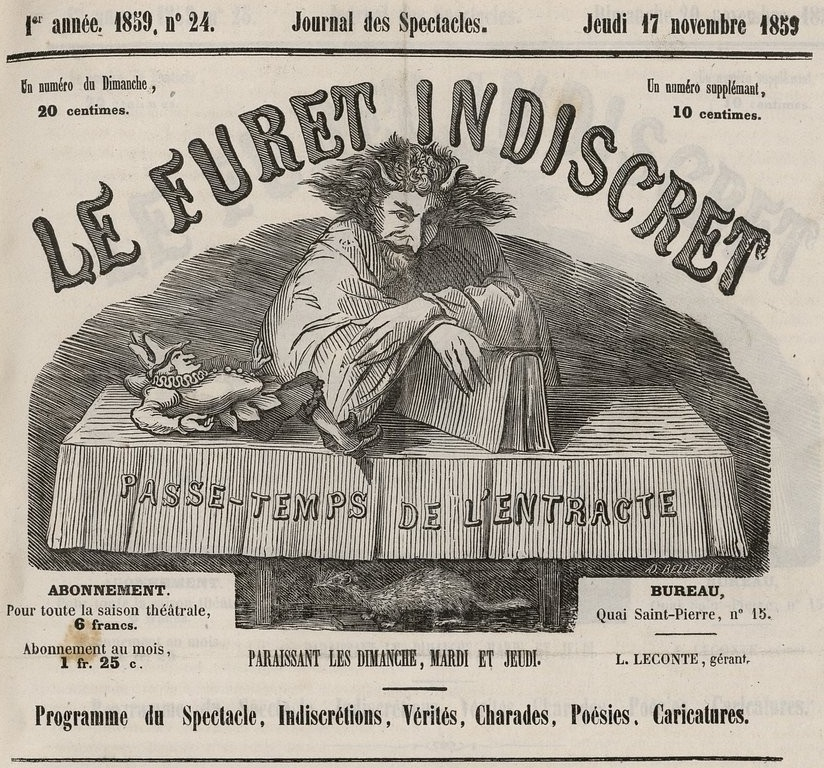
Manchette du Furet indiscret comportant une gravure de Bellevoye (1859).

L'artiste messin est très affecté par la Guerre franco-allemande de 1870, et par le traité de Francfort, qui ratifie l'annexion de l’Alsace-Lorraine à l'Allemagne. Le 23 février 1870, Adolphe Bellevoye et son épouse, Mariette Picquant, ont un fils, qu'ils prénomment Lucien.
À partir de 1881, Adolphe Bellevoye, avec des Messins d’origine française, siège au conseil municipal de la ville devenue allemande. Il est chargé des affaires culturelles. Il est membre d’associations de prévoyance et de secours mutuels et réalise, à cette époque, la biographie et le catalogue des dessins et peintures de son ami Auguste Migette, l'artiste de Trèves ayant légué ses œuvres à la ville. En 1887, Adolphe Bellevoye, son épouse et leur fils décident de quitter Metz pour Reims. Ce départ s’explique d'une part, à cause des tracasseries administratives allemandes, d'autre part, pour éviter que le jeune Lucien ne fasse son service militaire dans la Deutsches Heer, l’armée impériale allemande. Adolphe Bellevoye choisit Reims car il a des contacts sur place, notamment les membres des sociétés savantes locales. Adolphe Bellevoye crée alors une nouvelle bijouterie, continuant d'exercer ses talents de graveur sur des médailles. Il poursuit par ailleurs sa collaboration avec les sociétés savantes de sa ville natale. Il reconstitue l’ancienne société naturelle de Reims où, poursuivant son travail de gravure, il illustre de nombreux articles pour la plus grande joie des connaisseurs. Il appartient à l’Académie de Reims, et devient officier d’Académie en 1889.
Adolphe Bellevoye décède à Reims le 29 novembre 1908. Une rue de Metz porte son nom dans le quartier de Devant-les-Ponts.

## Œuvre
Adolphe Bellevoye fait partie des principaux graveurs messins du XIXe siècle avec les deux Malardot, de Turgy, Aimé de Lemud, Auguste Hussenot, Gallyot, Pelletier, Penguilly et Léon Simon. Son œuvre artistique, influencée par le romantisme, illustre surtout le patrimoine historique et archéologique de Metz et de sa région. Il publie des eaux-fortes en album : églises, châteaux et l’aqueduc de Jouy-aux-Arches. Il illustre de nombreux livres : planches de monnaies pour les numismates ; blasons, châteaux et arbres généalogiques pour les nobles ; églises, maisons anciennes, dessins de restes archéologiques, vitraux pour les érudits locaux et des ex-libris pour les bibliophiles. Son œuvre numismatique, avec des gravures de médailles, est considérable.

## Publications

### Écrits autour de la gravure
- Rapport sur un autel portatif de la cathédrale de Metz avec gravures ;
- Notice biographique sur Auguste Migette ;
- Catalogue et notes sur la collection du musée Migette ;
- Charles-André Malardot, son frère Gonzalve Malardot et Henry Turgny, graveurs à l’eau-forte, Messins. Biographie et catalogue de leurs œuvres, 1883 ;
- Notice sur Charles Robert, membre de l’Institut et achats de monnaies messines à sa vente pour le médailler de la ville de Metz, 1886 ;
- Restes du tombeau de Louis le Débonnaire au musée de Metz, 1887.

### Illustrations entomologiques
- Catalogue des hémiptères du département de la Moselle, Metz, 1863.
- Observations sur les Mœurs de plusieurs espèces de coléoptères vivant sur les plantes aquatiques, Metz, 1870.
- Insectes qui vivent sur les tilleuls de l’Esplanade de Metz et insectes nouveaux ou rares des environs de Metz, Metz, 1870.
- Mœurs des anthrénus qui vivent aux environs de Metz, Metz, 1878.
- Observations sur la chaiicodoma, le magaphilus centeucularis et l’osmia biscornis aux environs de Metz, Metz, 1884.
- Contributions à la tératologie entomologique, 1887.
- Étude sur la fourmi domestique, monomorium pharaonis Latrille, avec planche dessinée et gravée par lui-même, Reims, 1891.
- Catalogue des orthoptères des environs de Reims, Reims, 1893.
- Excursion sur les promenades de Reims et visite des arbres attaqués par des insectes, 1893.
- Observations sur les hoemonia dans la Marne et la Moselle, avec planche dessinée et gravée par l’auteur, Reims, 1895.
- Les plantations de pins dans la Marne et les parasites qui les attaquent en collaboration avec J Laurent, Reims, typographie et lithographie de l’Indépendant rémois, 1897.
- Études sur les mœurs de Xyleborns Dispar, Fabr. et Saxeseni Ratz, Reims, 1899.
- Supplément au catalogue des orthoptères des environs de Reims, Reims, 1901.
- Les variétés de l’Hélix pomatia, Reims, 1904.
- Les insectes des saules Encyclopédie des saules, par G de La Barre, 1904.
- La Pyrale de la vigne, le ver coquin et les noctuelles en Champagne, Reims, 1905.
- Insectes nuisibles dans la ville de Reims ; la Galéruque de l’Orme, Reims, 1906.
- Documents pour l’étude de la tératologie des coléoptères, Paris, imprimerie Chaix, 1908.
- Observations sur le Rostellaria Geoffroyi, Watt, 1908.

## Gravures

### Gravures sur bois
- Anciens grands sceaux de la ville de Metz, ville libre impériale ;
- Blasons de Metz ancien et les généalogies de Gargan et de Courten ;
- Portail et rue intérieure de l’église Saint-Eucaire de Metz.

### Numismatique, eau-forte et burin
- 52 planches pour la numismatique de Cambrai de Charles Robert ;
- Planches pour les œuvres de M. Chabert ;
- Planches pour les œuvres de Charles Robert.

### Archéologie et eaux-fortes
- Planches pour les peintures murales de l’église de Sillegny ;
- Planche ancien vitrail de l’église Sainte-Ségolène de Metz ;
- Planche de bas reliefs sculptés au XVe siècle à la porte des Allemands.

### Châteaux, eaux-fortes
- Maison forte de Mardigny ;
- La Haute Maison et château de Woippy illustrant L’histoire du village de Woippy près de Metz de Nérée Quépat ;
- Restes du château des évêques de Metz, à Châtel-Saint-Germain ;
- Hôtel Gargan ;
- Tour de Thury près de Metz ;
- Château de Prény.

### Portraits, eaux-fortes
- Catherine Weyer ;
- Henri Gaidon (publiciste à Paris) ;
- Louis Paris (à Reims).

### Gravures en médailles
- Vue du pont du chemin de fer entre Ars-sur-Moselle et Jouy-aux-Arches, avec les côtes de Saint-Blaise en dernier plan ;
- Médaille de Ferdinand de Saint-Urbain ;
- Médaille commémorative de la Venue des eaux de Gorze à Metz, 1866 ;
- Médaille du concours régional de 1868, avec les armoiries des chefs-lieux des départements faisant partie du concours ;
- Médaille de la Société d’archéologie et d’histoire de la Moselle, 1868 ;
- Médaille du concours régional de 1876 avec les armoiries des chefs-lieux d’arrondissement d’Alsace-Lorraine ;
- Médaille commémorative du blocus de Metz en 1870 ;
- Armes de Metz avec couronne de cyprès d’un côté et de l’autre le Monument élevé en Chambière aux soldats français morts pendant le siège 1877 ;
- Monument de Mars-la-Tour en souvenir des batailles du 16 et 18 août 1870. médaille de 1877 ;
- Médaille aux armes de Metz, 1877 ;
- Médaille de Monseigneur Dupont des Loges, 1887 ;
- Médaille de Sébastien Leclerc ;
- Médaille de Laurent-Charles Maréchal ;
- Médaille de la Société française de secours aux blessés militaires, Reims, 1891 ;
- Jeton : d’un côté : Divodurum avec Gaulois à cheval ; de l’autre : Civitas médiomatrix, avec l’aqueduc romain de Jouy-aux-Arches ;
- Jeton : d’un côté : Audroin Roncel, échevin en 1525, et vue de Metz au Moyen Âge ; de l’autre Henry IV protecteur du pays messin et forteresse messine de Vry.

## Sources et bibliographie
- Nérée Quépat, Dictionnaire biographique de l’ancien département de la Moselle, Paris, Picard, 1887.
- Dictionnaire biographique de la Marne, 1907.
- Louis Demaison, Notice sur M. Ad. Bellevoye, Reims, Typographie et lithographie de l’Indépendant rémois, 1909.
- Eugène Colon,  Notice sur M. Nicolas-Adolphe Bellevoye, dans les Mémoires de l’Académie nationale de Metz, 1911.
- Elie Fleur, Notice biographique sur M. AD-N Bellevoye, Metz, imprimerie Paul Even, 1913.